# Pseudomma kryotroglodytum
Pseudomma kryotroglodytum (лат.) — вид ракообразных семейства Mysidae из отряда Мизиды. Эндемик прибрежных ледяных подводных пещер Антарктики.

## Распространение
Встречается в прибрежных ледяных подводных пещерах земли Адели восточной Антарктики. Типовая серия обнаружена на глубине 10 м в подводной ледяной пещере около французской антарктической станции Дюмон-д’Юрвиль, северо-восточнее острова Claude Bernard Island, 66°39.64’S, 140°01.55’E.

## Описание
Длина около 3 см. Головогрудь составляет 39 % длины тела, плеон без тельсона — 48 %, тельсон — 13 % и панцирь — 32 %. Тело и придатки в целом беловато-прозрачные. Боковые части глазных пластинок и части ротового аппарата ярко-красные, ветви железы печени просвечивают желто-зеленым цветом. Задняя часть последнего плеомера и прилегающие базальные части хвоста имеют светло-красную окраску. Крупные части тела, особенно панцирь, плеон, тельсон и уроподы чешуйчатые. Однако при 30-кратной эпископической микроскопии все тело кажется гладким из-за небольшого размера чешуек. При 600-кратной фазово-контрастной микроскопии крупные области дорсальной кутикулы ракообразного напоминают кожу рыбы из-за плотного чешуйчатого покрова. Дистальный край глазных пластинок с рядом мелких зубцов вдоль сублатерального сектора («плечи»). Мандибулярные щупики 3-члениковые, очень крупные, примерно равны по длине чешуе антенн. Карапакс с широко закругленным передним краем, дисто-боковые края закруглены. Типичной ростральной пластинки нет, но есть лобная выпуклость, сверху покрытая панцирем. Плеоподы редуцированы до щетинистых стержней с остаточной дифференцировкой эндопод (псевдожаберные доли). Тельсон трапециевидный, такой же длины, как и конечный плеонит. Его длина вдвое больше ширины у основания и в четыре раза больше ширины на вершине. Боковые края тельсона без щетинок и шипов, присутствуют только мелкие чешуйки. Это самый мелководный вид рода Pseudomma.